# منتخب جنوب إفريقيا لسباعيات الرغبي للسيدات
منتخب جنوب أفريقيا الوطني لسباعيات الرغبي للسيدات (بالإنجليزية: South Africa women's national rugby sevens team)‏ هو ممثل جنوب أفريقيا الرسمي في المنافسات الدولية في سباعيات الرغبي للسيدات.

## وصلات خارجية
- الموقع الرسمي